# Lista de episódios de Angel Beats!

A série de anime japonesa Angel Beats! é baseada em um conceito original de Jun Maeda com design de personagens original de Na-Ga; ambos Maeda e Na-Ga são da marca de romance visual Key, conhecida por produzir títulos como Kanon, Air e Clannad. É dirigido por Seiji Kishi e produzido pelo estúdio de animação P.A. Works e pela empresa de produção Aniplex. O principal animador Katsuzō Hirata também é o designer de personagens e o roteiro foi escrito por Maeda. A música, composta por Maeda e pelo grupo Anant-Garde Eyes, é produzida pela Aniplex com Satoki Iida como diretor de som. A trama se passa no além e segue o protagonista principal Yuzuru Otonashi, um garoto que perdeu suas memórias de sua vida após morrer. Ele é matriculado na escola do além e conhece uma garota chamada Yuri Nakamura, que o convida a se juntar ao Frente de Batalha do Além (死んだ世界戦線, Shinda Sekai Sensen (SSS)) — uma organização que ela lidera que luta contra Deus. O SSS luta contra a presidente do conselho estudantil Anjo, uma garota com poderes sobrenaturais.
A série foi ao ar em 13 episódios de 3 de abril a 26 de junho de 2010 na rede de televisão CBC no Japão. Foi ao ar em datas posteriores do que na CBC no BS11, MBS, RKB, TBS e TUT. O primeiro episódio foi apresentado em uma prévia em 22 de março de 2010 para um número selecionado de pessoas que participaram de uma loteria realizada no início daquele mês. A série foi lançada em sete volumes de compilação em BD/DVD entre 23 de junho e 22 de dezembro de 2010 em edições limitadas e regulares. Três CDs de drama, escritos por Maeda e interpretados pelo elenco do anime, foram lançados com os volumes de BD/DVD de edição limitada primeiro, quarto e sexto. O sétimo volume de BD/DVD apresentava um original video animation (OVA), bem como um curta-bônus que serve como outro epílogo para a série. Um segundo episódio OVA foi incluído em um conjunto de caixas de Blu-ray, lançado no Japão em 24 de junho de 2015. Em 30 de maio de 2019, a Crunchyroll anunciou que estaria licenciado licenciando o anime em Português, publicando os quatro primeiro episódios no mesmo dia.
A série faz uso de duas músicas-tema: uma de abertura e uma de encerramento. A música de abertura é "My Soul, Your Beats!" por Lia, e uma versão remixada cantada por Yui (LiSA) que foi usada para o episódio quatro. A música de encerramento é "Brave Song" por Aoi Tada. Várias músicas tema de inserção pela banda fictícia Girls Dead Monster também são usadas, apresentando canções cantadas por Masami Iwasawa (Marina) e Yui (LiSA). Estas incluem: "Crow Song" (episódio um), "Alchemy" e "My Song" (episódio três), "Thousand Enemies" (episódio cinco), e "Shine Days" e "Ichiban no Takaramono" (一番の宝物, Meu Tesouro Mais Precioso) (episódio 10). "Ichiban no Takaramono" também é usada no episódio 13, cantada por Karuta.

## Episódios
| N.º   | Título original                                      | Direção de animação                            | Exibição original      |
| ----- | ---------------------------------------------------- | ---------------------------------------------- | ---------------------- |
| 1     | "Partida" "Departure"                                | Katsuzō Hirata                                 | 3 de abril de 2010     |
| 2     | "Guilda" "Guild"                                     | Kōsuke Kawazura                                | 10 de abril de 2010    |
| 3     | "Minha Canção" "My Song"                             | Yūko Iwaoka, Toshihisa Kaiya                   | 17 de abril de 2010    |
| 4     | "Dia de Jogo" "Day Game"                             | Yūji Miyashita                                 | 24 de abril de 2010    |
| 5     | "Sabor Preferido" "Favorite Flavor"                  | Heo Gi Dong, Kōsuke Kawazura, Kensuke Shu      | 1 de maio de 2010      |
| 6     | "Caso de Família" "Family Affair"                    | Tadashi Hiramatsu                              | 8 de maio de 2010      |
| 7     | "Vivo" "Alive"                                       | Yūko Iwaoka, Takehiko Matsumoto                | 15 de maio de 2010     |
| 8     | "Dançarina no Escuro" "Dancer in the Dark"           | Yūji Miyashita                                 | 22 de maio de 2010     |
| 9     | "Em Sua Memória" "In Your Memory"                    | Kanami Sekiguchi                               | 29 de maio de 2010     |
| 10    | "Dias de Despedidas" "Goodbye Days"                  | Yuriko Ishii, Kōsuke Kawazura, Misaki Suzuki   | 5 de junho de 2010     |
| 11    | "Mudar o Mundo" "Change the World"                   | Heo Gi Dong, Kōsuke Kawazura, Gi Nam Kim       | 12 de junho de 2010    |
| 12    | "Batendo à Porta do Céu" "Knockin' on Heaven's Door" | Katsuzō Hirata, Eiyō Kuragawa                  | 19 de junho de 2010    |
| 13    | "Graduação" "Graduation"                             | Kōsuke Kawazura, Yūji Miyashita, Misaki Suzuki | 26 de junho de 2010    |
| OVA–1 | "Stairway to Heaven"                                 | Kōsuke Kawazura, Yūji Miyashita, Misaki Suzuki | 22 de dezembro de 2010 |
| OVA–2 | "Hell's Kitchen"                                     | Yūji Miyashita                                 | 24 de junho de 2015    |